# Джаны-Айыл (Аксыйский район)
Джаны-Айыл (кирг. Жаңы-Айыл) — село в Аксыйском районе Джалал-Абадской области Кыргызстана. Входит в состав Кашка-Сууского айылного аймака.

## География
Село расположено в южной части области, на левом берегу реки Падыша-Ата, вблизи государственной границы с Узбекистаном, на расстоянии приблизительно 4 километров (по прямой) к северо-западу от города Кербен, административного центра района.

## Население
Согласно оценочным данным Национального статистического комитета Кыргызской Республики, численность населения села на начало 2023 года составляла 1230 человек.
| год     | 2009 | 2014 | 2015 | 2020 | 2021 | 2023 |
| ------- | ---- | ---- | ---- | ---- | ---- | ---- |
| человек | 2274 | 3111 | 2990 | 926  | 1176 | 1230 |